# Suzana Salles
Suzana Salles é uma cantora brasileira ligada ao movimento cultural Vanguarda Paulista. Em 2002, foi citada como "a maior intérprete brasileira atual da obra de Bertolt Brecht e Kurt Weill".

## História
Em fins da década de 1970, Suzana Salles estudava jornalismo na Escola de Comunicação e Artes da USP e participava do coral do ECA, o Comunicantus, juntamente com o músico e cantor Hermelino Neder. Em 1979, Neder convidou-a (e também a Vânia Bastos) para participar de um grupo (o "Sabor de Veneno") que iria acompanhar Arrigo Barnabé no Primeiro Festival Universitário de Música Popular Brasileira. Arrigo e seu grupo acabaram por vencer o festival com a música "Diversões Eletrônicas".
Paralelamente ao curso de jornalismo e às suas apresentações com Arrigo Barnabé e Itamar Assumpção, Salles havia começado a estudar alemão. Tendo ganho uma bolsa de estudos do Instituto Goethe, foi estudar o idioma na Alemanha onde permaneceu por três meses e resolveu aproveitar a oportunidade para apresentar-se como cantora com um repertório baseado em Brecht e Weill.
Retornando ao Brasil em 1986, Salles montou uma banda e passou a apresentar-se na casa noturna Madame Satã, tendo também excursionado por todo o país. Em 1992, passou a ser vocalista do grupo Aquilo Del Nisso, cujos integrantes foram responsáveis pelos arranjos e produção do primeiro CD da cantora em 1994.

## Discografia
| Nome            | Ano  | Selo          | Mídia |
| --------------- | ---- | ------------- | ----- |
| Susana Salles   | 1994 |               | CD    |
| Concerto Cabaré | 1997 | Dabliú Discos | CD    |
| As Sílabas      | 2001 | Dabliú Discos | CD    |